# Palaeoherpeton
Palaeoherpeton — вимерлий рід рептилоподібних тварин, який мешкав у пенсильванському періоді (пізній карбон) у Шотландії. В першу чергу він відомий із серії відносно невеликих, але добре збережених черепів. Деякі з них містять один з найкращих матеріалів мозкової оболонки та середнього вуха, відомих у емболомерах. Спочатку вид отримав назву Palaeogyrinus decorus, але пізніше її було виправлено на Palaeoherpeton decorum, коли було визначено, що Palaeogyrinus — це назва, пов'язана з родом жуків.